# Błękitny San
Błękitny San – program mający na celu ochronę wód Sanu i jego dopływów. Koordynatorem programu jest Związek Gmin Turystycznych Pogórza Dynowskiego.
Program ten jest związany z budową i modernizacją kolektorów sanitarnych, różnego typu oczyszczalni ścieków oraz budową zakładów utylizacji stałych odpadów komunalnych z pełnymi liniami technologicznymi do odzysku surowców wtórnych.

## Zagrożenia
Po stronie ukraińskiej 150 m od Sanu w Siankach, umieszczono na początku lat 90. XX wieku 31 kontenerów z trującymi substancjami. Kilka z nich przecieka, a trucizna spływa do Sanu. Strona ukraińska zadeklarowała usunięcie kontenerów do 2009 roku.